# Tres miradas a la calle
Tres Miradas a la Calle es una película chilena, en blanco y negro, del año 1957. Dirigida por Naum Kramarenco, protagonizada por Orietta Escámez y Marcelo Gaete.

## Sinopsis
Ambientada en el Santiago de los '50 y dividido en tres relatos. El primero llamado "María", es sobre una mujer joven que recibe la noticia de su embarazo. El muchacho con quien tiene relaciones se niega a reconocer el hecho, alegando falta de dinero y termina por golpearla. El segundo, "Cosas de Arica" es un relato ambientado en esta ciudad que habla sobre el contrabando en el norte de Chile. Por último, "Ojos de Gato", narra la historia de un cajero que es hechizado por una misteriosa dama de negro.

## Reparto
- Orietta Escámez
- Marcelo Gaete
- Franklin Caicedo
- Josefina Sanhueza
- Pancho Huerta
- Meche Calvo
- Ricardo Moller
- Leopoldo Contreras
- Roque Pellegrini
- Rubens de Lorena
- Manuel Suazo
- Clara Brevis
- José Osvaldo Petronio
- Sergio Urriola
- Tomás Alonso
- Armando Fenoglio
- Carlos Morris
- Marilú Martin
- Jorge Boudon
- Enrique Heine
- José Landaeta
- Guillermo Bruce
- Luis Alarcón
- Enrique Marín